# Iulian Cristea
Iulian Cristea, né le 7 juillet 1994 à Mediaș en Roumanie, est un footballeur international roumain qui évolue au poste de défenseur central au Rapid Bucarest.

## Biographie

### En sélection nationale
Iulian Cristea reçoit six sélections avec les espoirs roumains entre 2014 et 2016.
Le 7 juin 2019, il figure pour la première fois sur le banc des remplaçants de l'équipe nationale A, mais sans entrer en jeu, lors d'une rencontre face à la Norvège (score : 2-2). Trois jours plus tard, il reçoit sa première sélection en équipe nationale, contre Malte (victoire 0-4). Ces rencontres rentrent dans le cadre des éliminatoires de l'Euro 2020.

## Palmarès
- Vice-champion de Roumanie en 2019 et 2021 avec le FCSB
- Champion de Roumanie de D2 (Série II) en 2016 avec le Gaz Metan Mediaș
- Vainqueur de la Coupe de Roumanie en 2020 avec le FCSB